# Mohamed Mouhou
Mohamed Mouhou – marokański piłkarz grający na pozycji pomocnika. W swojej karierze grał w reprezentacji Maroka.

## Kariera reprezentacyjna
W 1980 roku Mouhou został powołany do reprezentacji Maroka na Puchar Narodów Afryki 1980. Na tym turnieju rozegrał dwa mecze: grupowy z Gwineą (1:1) i o 3. miejsce z Egiptem (2:0). Z Marokiem zajął 3. miejsce w tym turnieju.